# 斯洛維亞諾謝爾布卡
46°57′27″N 29°42′3″E / 46.95750°N 29.70083°E
斯洛夫亞諾塞爾布卡（烏克蘭語：Слов'яносербка）是位於烏克蘭西南部的村莊，由敖德萨州羅茲季利納區的大普洛斯凱市鎮負責管轄。該村始建於1862年，面積1.79平方公里，海拔高度155米，2001年人口725，人口密度每平方公里405.03人。